# Chiesa di San Silvestro (Roselle)
La chiesa di San Silvestro, originariamente nota come tempietto degli Augustales,  è un edificio religioso situato nel comune di Grosseto. La sua esatta ubicazione è all'interno del sito archeologico di Roselle, nella parte nord-orientale del territorio comunale.
L'edificio religioso ha origini altomedievali, essendo storicamente accertata la sua esistenza in un documento datato 765. La chiesa venne costruita nel punto in cui precedentemente sorgeva un luogo di culto pagano risalente al I secolo denominato tempietto dei flamines Augustales, che fu abbandonato tra la fine del IV e gli inizi del V secolo. Parte dei materiali edilizi dell'antico tempio romano di età imperiale furono riutilizzati per la costruzione del luogo di culto cristiano, che venne intitolato a San Silvestro. Quasi sicuramente, l'edificio religioso era un oratorio secondario, il cui abbandono potrebbe essere precedente a quello della vicina pieve di Santa Maria a Civita.
La chiesa di San Silvestro conserva i suoi resti archeologici in prossimità del lato meridionale del foro rosellano, nei pressi della domus dei mosaici. Dall'analisi dei resti murari, la chiesa si presentava a pianta rettangolare, quasi sicuramente ad aula unica, con l'abside semicircolare rivolta verso est.